# アンビリーバーズ
『アンビリーバーズ』は、米津玄師のメジャー4枚目のシングル。2015年9月2日にユニバーサルシグマからリリース。

## 概要
前作『Flowerwall』から約8か月ぶりとなるシングル。ピクチャーレーベルCDと14種のオリジナルステッカーをビニールケースに封入した「スペシャルパッケージ盤」、CDと中野敬久撮影によるライブ写真を収めた写真集で構成された「ライブフォトブック盤」、CDのみの「通常盤」の3形態で発売。また、同シングル3形態の初回生産分には、2016年1月から行われる全国ライブツアー「米津玄師 2016 TOUR 音楽隊」のチケット先行抽選受付シリアルナンバーが封入される。今作が、ユニバーサルシグマからリリースされた最後の米津のシングルとなる。
表題曲はTOKYO FM制作のラジオ番組『SCHOOL OF LOCK!』にて初オンエアされた。

## 楽曲について
1. アンビリーバーズ
タイトルは、主に「不信心者、懐疑家」を意味している[5][6]。楽曲の原型は2ndアルバム『YANKEE』の製作段階には既に存在していた[7]。
ミュージックビデオのロケ地は神奈川県の横浜市と川崎市で、アートディレクターの平野文子が制作している[8]。
MIZUNO「WAVE ENIGMA 5」CMソング。

## 収録曲

### CD
| 全作詞・作曲: 米津玄師。 |                      |           |            |                       |      |
| #                        | タイトル             | 作詞      | 作曲・編曲 | 編曲                  | 時間 |
| 1.                       | 「アンビリーバーズ」 | 米津玄師  | 米津玄師   | 米津玄師 / 蔦谷好位置 | 4:46 |
| 2.                       | 「旅人電燈」         | 米津玄師  | 米津玄師   | 米津玄師              | 4:22 |
| 3.                       | 「こころにくだもの」 | 米津玄師  | 米津玄師   | 米津玄師              | 4:06 |
| 合計時間:                | 合計時間:            | 合計時間: | 13:14      |                       |      |